# بايسنقر

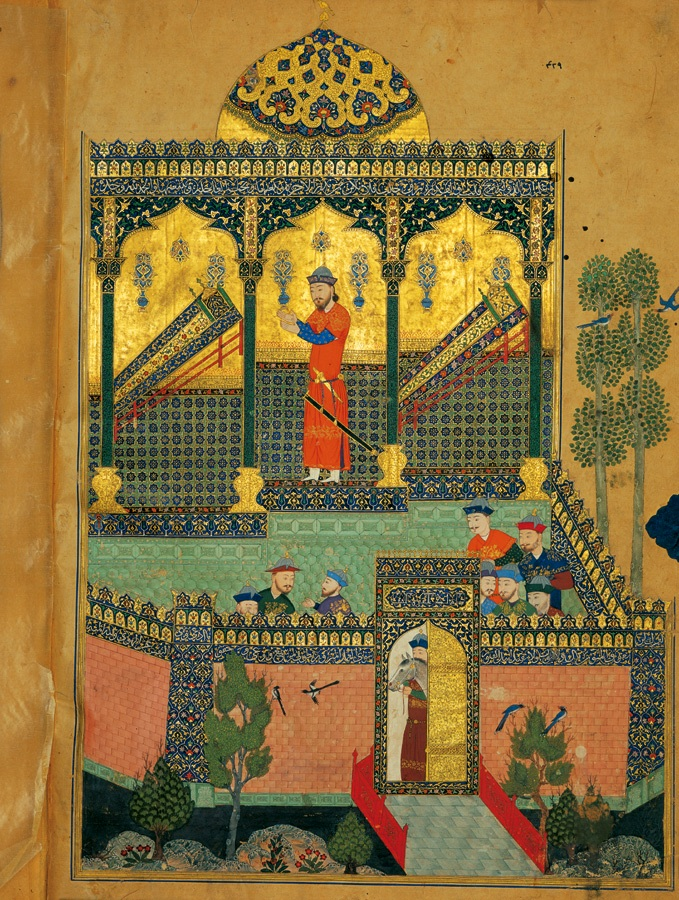
صورة من شاهنامة بايسنقر (نسخة بايسنقر من الشاهنامة.

غياث الدين بايسنقر (802 - 837 هـ) هو فنان ومن أمراء التيموريون. كان معروفًا بصفته راعي الفنون والعمارة، والراعي الرئيسي للمنمنمات الفارسية في بلاد فارس، حيث قام بالتكليف بانشاء نسخة من الشاهنامة وسميت شاهنامة بايسنقر وله أعمال أخرى، فضلاً عن كونه خطاطًا بارزًا.
هو بايسنقر ابن شاهْرُخ بن تيمورلنك – حاكم بلاد فارس وما وراء النهر – ووالدته زوجة شاهرخ الأبرز كوهرشاد بيكم ونُصّب عام 820 هـ ولياً للعهد. توفي سنة 837 هـ / 1433 م.
من آثاره: كتيبة بخط الثلث على طاق مسجد كوهرشاد في مشهد.
أنجب بايسنقر ثلاثة أبناء ذكور وهم:
- علاء الدولة بن بايسنقر
- أبو القاسم بابر بن بايسنقر
- محمد بن بايسنقر

وله من البنات ثماني بنات